# خانه زهرا پارسیان خواه
خانه زهرا پارسیان خواه مربوط به دوره صفوی است و در دهدشت، ۵۰ متری شمال مسجد جامع واقع شده و این اثر در تاریخ ۹ اردیبهشت ۱۳۸۲ با شمارهٔ ثبت ۸۴۲۲ به‌عنوان یکی از آثار ملی ایران به ثبت رسیده است.